# 昂莱穆瓦讷
昂莱穆瓦讷（法語：Ham-les-Moines）是法国香槟-阿登大区阿登省的一个市镇，属于沙勒维尔-梅济耶尔区朗韦县。该市镇2009年时的人口为372人。

## 人口
昂莱穆瓦讷人口变化图示
| 数据来源：INSEE |